# Jean-Pierre Jeunet
Jean-Pierre Jeunet (Le Coteau, 3 de setembro de 1953) é um cineasta e roteirista francês, conhecido pelos seus filmes Delicatessen, A Cidade das Crianças Perdidas, Alien - A Ressurreição e O Fabuloso Destino de Amelie.
Os seus filmes misturam o fantástico à realidade em diversas proporções, seja na criação de universos fantásticos, seja dando relevância ao acaso no quotidiano (Le fabuleux destin d'Amélie Poulain). Além disso, a sua obra traz sempre um pouco de humor infantil, mesmo nos filmes que tratam de horror (Alien Resurrection).

## Vida e Carreira
Jean-Pierre Jeunet nasceu em Roanne, Loire, França. Comprou sua primeira câmara aos 17 anos e começou a fazer filmes enquanto estudava Animação, em Cinémation Studios. Tornou-se amigo de Marc Caro, designer e artista de livros de banda desenhada, que acabou por se tornar seu colaborador e co-director de longa data.
Juntos, Jeunet e Caro realizaram vários filmes de animação galardoados. O seu primeiro filme de ação ao vivo juntos foi The Bunker of the Last Gunshots (1981), uma curta-metragem sobre soldados num mundo futurista sombrio. Jeunet realizou igualmente inúmeros anúncios e vídeos musicais, como o video Zoolook de Jean Michel Jarre (em parceria com Caro).
A primeira longa-metragem de Jeunet e Caro foi o filme Delicatessen (1991), uma comédia dramática, passada num mundo pós-apocalíptico assolado pela fome, no qual um prédio de apartamentos, acima de uma delicatessen, é gerido por um açougueiro que mata pessoas para conseguir alimentar os seus inquilinos.
Em 1995, fizeram A Cidade das Crianças Perdidas, um filme de fantasia sombria, multi-laureado, sobre um cientista louco que rouba sonhos de crianças, para conseguir viver infinitamente. O sucesso deste filme levou a que Jeunet fosse convidado para realizar o quarto filme da série Alien, Alien: O Regresso (1997).
Em 2001, Jeunet realizou O Fabuloso Destino de Amélie, protagonizado por Audrey Tautou. O Fabuloso Destino de Amélie manteve a temática surrealista dos seus filmes anteriores, no entanto, contém um tom mais alegre, juntando elementos românticos e de comédia. Esta história, de uma mulher que tem prazer em fazer boas ações, no entanto tem dificuldade em encontrar amor para si mesma, foi um enorme sucesso comercial e de crítica em todo o mundo e foi nomeado para vários prémios da Academia. Com este filme, Jeunet ganhou também o prémio para Melhor Realizador, pela Academia de Cinema Europeu.
Em 2004, Jeunet lançou Um Longo Domingo de Noivado, uma adaptação do romance de Sébastien Japrisot. O filme, protagonizado por Audrey Tautou, Gaspard Ulliel e Jodie Foster, narra a busca de uma mulher pelo seu amante desaparecido após a Primeira Guerra Mundial.
Em 2009, lançou MicMacs: Uma Brilhante Confusão.
Jeunet realizou também inúmeros anúncios, incluindo o anúncio do Chanel N.º 5, protagonizado pela sua frequente colaboradora, Audrey Tautou.
Em 2013, Jeunet lançou O Jovem e Prodigioso T.S.Spivet, protagonizado por Kyle Catlett, uma adaptação do livro de Reif Larsen, The Selected Works of T. S. Spivet. O filme foi gravado em inglês, em várias localizações no Canadá e Washington, D.C.. Foi lançado em 3D.

## Filmografia parcial
- 1978: L'évasion
- 1981: Le bunker de la dernière rafale (curta-metragem de 26 minutos, realizado em parceria com Marc Caro)
- 1984: Pas de repos pour Billy Brakko (curta-metragem de 5 minutos)
- 1989: Foutaises (curta-metragem de 8 minutos)
- 1991: Delicatessen (realizado em parceria com Marc Caro)
- 1995: La cité des enfants perdus (realizado em parceria com Marc Caro)
- 1997: Alien Resurrection
- 2001 : Le fabuleux destin d'Amélie Poulain
- 2004: Un long dimanche de fiançailles
- 2009: Micmacs
- 2013: The Young and Prodigious Spivet

## Prémios
- Recebeu uma nomeação ao Óscar de Melhor Argumento Original, por "Le Fabuleux Destin d'Amélie Poulain" (2001).
- Recebeu uma nomeação ao BAFTA de Melhor Realizador, por "Le Fabuleux Destin d'Amélie Poulain" (2001).
- Recebeu três nomeações ao BAFTA de Melhor Filme Estrangeiro, por Delicatessen (1991), "Le Fabuleux Destin d'Amélie Poulain" (2001) e "Un long dimanche de fiançailles" (2004).
- Ganhou o BAFTA de Melhor Argumento Original, por "Le Fabuleux Destin d'Amélie Poulain" (2001).
- Recebeu duas nomeações ao César de melhor filme, por "Le Fabuleux Destin d'Amélie Poulain" (2001) e "Un long dimanche de fiançailles " (2004). Venceu por "Le Fabuleux Destin d'Amélie Poulain".
- Recebeu duas nomeações ao César de Melhor Realizador, por "Le Fabuleux Destin d'Amélie Poulain" (2001) e "Un long dimanche de fiançailles " (2004). Venceu por "Le Fabuleux Destin d'Amélie Poulain".
- Recebeu três nomeações ao César de Melhor Argumento, por "Delicatessen" (1991), "Le Fabuleux Destin d'Amélie Poulain" (2001) e "Un long dimanche de fiançailles " (2004). Venceu por "Delicatessen".
- Ganhou o César de Melhor Filme de Estreia, por "Delicatessen" (1991).
- Ganhou dois Césares de Melhor Curta-Metragem, por "Le Manége" (1980) e "Foutaises" (1989).
- Recebeu duas nomeações aos Prémios do Cinema Europeu de Melhor Realizador, por "Le Fabuleux Destin d'Amélie Poulain" (2001) e "Un long dimanche de fiançailles" (2004). Venceu por "Le Fabuleux Destin d'Amélie Poulain".
- Recebeu duas nomeações ao Independent Spirit Awards de Melhor Filme Estrangeiro, por "La Cité des enfants perdus" (1995) e "Le Fabuleux Destin d'Amélie Poulain" (2001). Venceu por "Le Fabuleux Destin d'Amélie Poulain".
- Ganhou o Prémio do Cinema Europeu de melhor realizador - Voto Popular, por "Le Fabuleux Destin d'Amélie Poulain" (2001).
- Ganhou o Goya de Melhor Filme Europeu, por "Le Fabuleux Destin d'Amélie Poulain" (2001).